# Monteverde (Costa Rica)
Monte Verde, ook Monteverde, is een dorp (villa) en deelgemeente (distrito) in de provincie Puntarenas van Costa Rica. Het ligt in de Cordillera de Tilarán in de provincie Puntarenas in het westen van het land. De hoofdplaats ervan is Santa Elena. 
Monteverde is vooral bekend om de omliggende nevelwouden. De regio van Monteverde omvat meerdere particuliere natuurreservaten, zoals het Reserva biológica Bosque Nuboso Monteverde, Reserva Santa Elena en het Bosque Eterno de Niños. Laatstgenoemd bosgebied werd aangekocht door kinderen uit 36 landen. Uit Nederland kochten in 1990 de WNF-Rangers voor 400.000 gulden 200 hectare nevelwoud.